# Ouderenpartij AOV Purmerend-Beemster
Ouderenpartij AOV Purmerend-Beemster (afgekort: AOV) is een lokale politieke partij in de Nederlandse gemeente Purmerend (provincie Noord-Holland).
AOV, kortweg Algemeen Ouderen Verbond, is sinds 1998 in de gemeenteraad van Purmerend vertegenwoordigd met wisselend tussen de twee en vier zetels. In 2019 heeft de partij drie zetels in de gemeenteraad van Purmerend. Sinds 2014 maakt de partij onderdeel uit van het college van burgemeester en wethouders met één wethouder.
De partij stelt op te komen voor de belangen van ouderen in Purmerend. Een aantal van de speerpunten van de partij zijn het zorgen dat ouderen zo lang mogelijk thuis kunnen wonen, ondersteuning van topsport en tweetalig onderwijs van basisschool tot het hbo.